# Samuel L. Jackson
Samuel Leroy Jackson (Washington D.C., 21 december 1948) is een Amerikaans filmacteur.

## Biografie
Jacksons faam begon aan het begin van de jaren negentig. Toen speelde hij onder meer in GoodFellas, Jungle Fever en Die Hard with a Vengeance. Veel mensen kennen hem echter vooral van zijn rol als Jules Winnfield in Pulp Fiction (1994). Later speelde hij nog onder meer in Jackie Brown, The Negotiator, Unbreakable, Glass, Rules of Engagement, Shaft (2000), Changing Lanes, Kill Bill, Coach Carter , Django Unchained, en The Hateful Eight.
Jackson speelde in Episode I, II en III van de Star Wars-saga het karakter Mace Windu, een kaalgeschoren Jedi-Meester met een paars lichtzwaard (die hij pas in deel II kreeg). De stem voor dit personage sprak hij ook in bij de (animatie)film Star Wars: The Clone Wars in 2008 (die zich afspeelt tussen Episode II en III). De serie die erop volgde kreeg een andere stemacteur. In het spel Grand Theft Auto: San Andreas was hij ook stemacteur. Hij heeft de stem ingesproken van Frank Tenpenny.
Ook vertolkte hij de rol van Nick Fury in verscheidene films en televisieseries van het Marvel Cinematic Universe: ondertussen is hij al in elf films te zien. Zo was hij te zien in Iron Man, Iron Man 2, Thor, Captain America: The First Avenger, The Avengers, Captain America: The Winter Soldier, Avengers: Age of Ultron, Avengers: Infinity War, Captain Marvel, Avengers: Endgame, Spider-Man: Far From Home, What If...? en Secret Invasion.
Op de wereldpremière van The Avengers werd aan hem gevraagd wat een held aan eigenschappen zou moeten hebben. Hierop antwoordde Jackson: "I guess some people might say: strong, good looking and indestructible. I would say earnest, kind and ... indestructible."
Jackson groeide op in de zuidelijke staat Tennessee en maakte de segregatie van dichtbij mee. Dat maakte van hem op jonge leeftijd een activist voor de zwarte gemeenschap in de Verenigde Staten. Hij leverde de vertelstem voor de documentaire I Am Not Your Negro (2016), gebaseerd op het werk van schrijver en activist James Baldwin, wat blijk gaf van zijn engagement.

### Privé
Jackson is sinds 1980 getrouwd met actrice en filmregisseuse LaTanya Richardson. Zij hebben samen een dochter.

## Prijzen en eerbetoon
Jackson kreeg een Golden Globe en Oscarnominatie voor beste mannelijke bijrol voor zijn rol in Pulp Fiction. Ook Jackie Brown leverde hem een Golden Globe nominatie op.
Op 26 maart 2022 kreeg Jackson een ere-Oscar voor zijn hele carrière.